# Gemma gemma
Gemma gemma is een tweekleppigensoort uit de familie van de Veneridae. De wetenschappelijke naam van de soort is voor het eerst geldig gepubliceerd in 1834 door Joseph Gilbert Totten. Hij had deze kleine schelpen gevonden op het strand van Provincetown, Cape Cod (Massachusetts). Ze zijn niet meer dan 5 mm groot, en komen van oorsprong voor aan de Atlantische kust van de Verenigde Staten.
Totten noemde de soort oorspronkelijk Venus gemma. Gérard Paul Deshayes deelde ze in 1853 in bij het nieuwe geslacht Gemma.